# Peter-Zincke-Stift

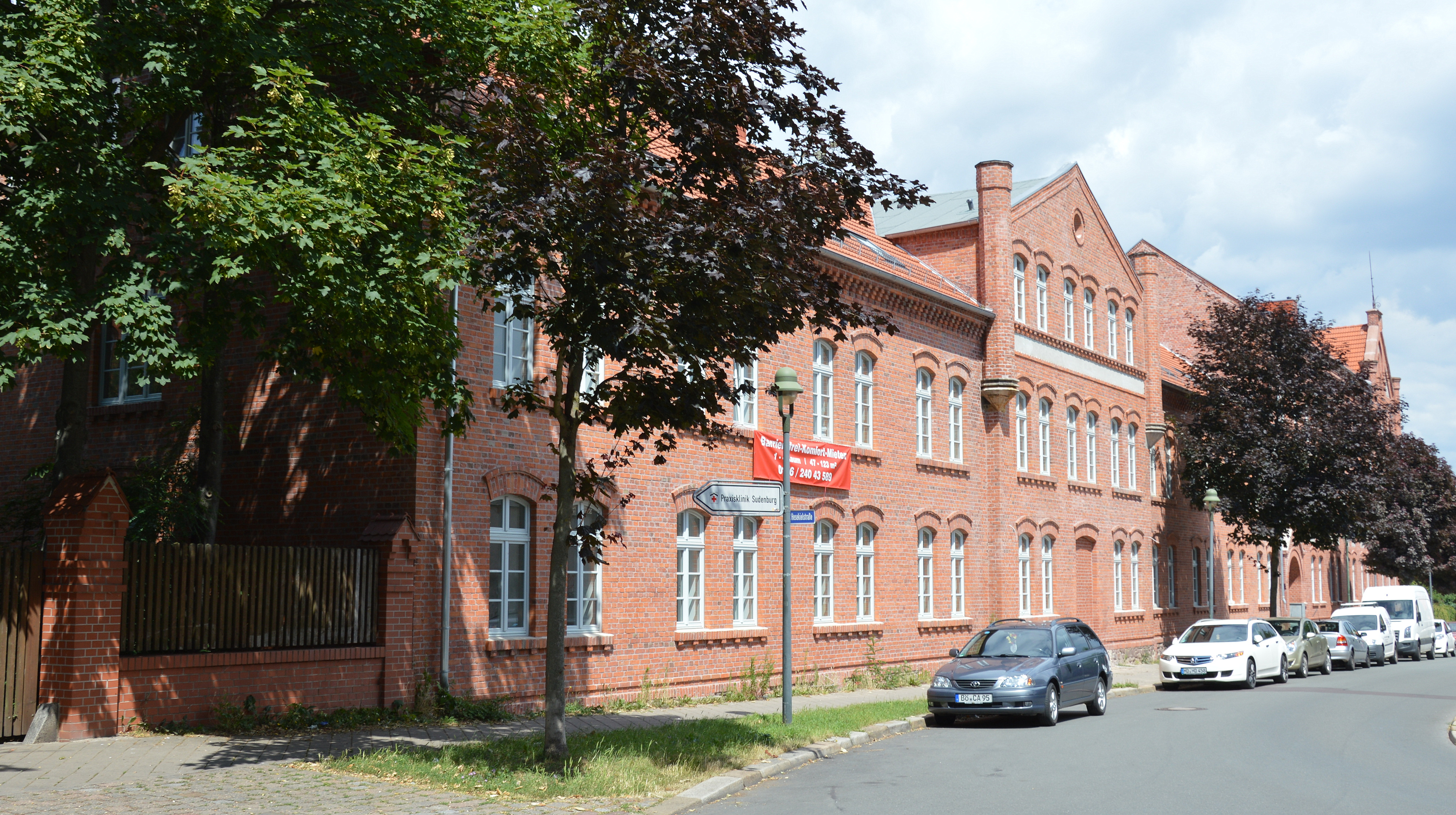
Peter-Zincke-Stift

Das Peter-Zincke-Stift ist ein denkmalgeschütztes Altenheim im Magdeburger Stadtteil Sudenburg in Sachsen-Anhalt.

## Lage
Das Gebäude befindet sich auf der Westseite der Hesekielstraße an der Adresse Hesekielstraße 7a.

## Architektur und Geschichte
Insgesamt umfasst das Altenheim zu Hesekielstraße hin über 32 Fensterachsen und ist so für das Straßenbild prägend. Das Gebäude entstand in seinem ältesten Teil in den Jahren 1864/65 und sollte als Pflegeheim für kranke und alte Arme dienen. Die Mittel zum Bau stammten von der schon 1850 gegründeten Stiftung des in Sudenburg ansässigen und dort auch als Ratsherr tätig gewesenen Großbauern Peter Zincke.
Es entstand ein zwei- bis dreigeschossiger Ziegelbau. Die schlichte Fassade verfügt über neogotische Elemente und wird von flachen Risaliten und Giebeln geprägt. Die Fensteröffnungen werden von einfachen Segment- bzw. Spitzbögen überspannt. Zunächst entstand der zweigeschossige Bau mit Mittelrisalit. 1898 wurde ein dreigeschossiger Bau mit Seitenrisalit und Hofflügel angebaut. Es entstanden so etwa 30 neue Zimmer. Die Fassadengliederung dieses Teils ist etwa aufwändiger gestaltet. Bereits in den Jahren 1901/02 erfolgte eine Erweiterung dieses Anbaus.
Der Bau gilt als typisches Zeugnis eines schlicht gestalteten Anstaltsbaus. Er wird als Beispiel privater Wohltätigkeit in der Zeit der Industrialisierung auch als sozialhistorisch bedeutend betrachtet.
Das Gebäude wird derzeit (Stand 2016) von der im Eigentum der Stadt Magdeburg stehenden Wohnen und Pflegen Magdeburg gGmbH als Pflegeheim mit 92 Plätzen betrieben.
Im örtlichen Denkmalverzeichnis ist das Altenheim unter der Erfassungsnummer 094 81841 als Baudenkmal verzeichnet.